# Lenguas durubálicas
Durubalic es una pequeña familia de lenguas aborígenes australianas extintas de Queensland.
Bowern (2011) enumera cinco lenguas durubalicas:
- Turrubal (Turubul) y Yagara (Jagara)
- Jandai (Janday)[1]
- Nunukul (Nunungal, Moonjan)
- Gowar (Guwar)

Dixon (2002) considera que todos menos Guwar son dialectos diferentes del idioma Yagara.
Tony Jefferies (2011) vincula a Gowar con las lenguas bandjalángicas en lugar de con el durubalic.
El idioma pimpama parece estar relacionado con el gowar, que a su vez puede que estén relacionados con las lenguas durubálicas o con las lenguas bandjalángicas.